# Peter Vermes (piłkarz)
Peter Joseph Vermes (ur. 21 listopada 1966 w Willingboro w stanie New Jersey) – amerykański piłkarz pochodzenia węgierskiego grający na pozycji napastnika, a czasami obrońcy.

## Kariera klubowa
Pierwsze piłkarskie treningi Vermes rozpoczął w Delran High School w New Jersey. Po ukończeniu szkoły w 1984 roku grał w zespole piłkarskim Loyola University Maryland, a latach 1985–1987 w drużynie z Rutgers University. Jako zawodnik Rutgers Scarlet Knights zajął 2. miejsce w plebiscycie na Piłkarza Roku w USA w 1987 roku.
W 1988 roku Vermes został piłkarzem zespołu New Jersey Eagles z ligi American Soccer League. Latem przeszedł do węgierskiego Győri ETO FC i w jego barwach rozegrał 9 spotkań w pierwszej lidze węgierskiej. Następnie w 1989 roku trafił do FC Volendam i przez cały sezon był podstawowym zawodnikiem w rozgrywkach Eredivisie. W 1991 roku krótko grał w Tampa Bay Rowdies, a latem został piłkarzem hiszpańskiego drugoligowca, UE Figueres, w którym występował przez 4 sezony.
W 1995 roku Vermes wrócił do Stanów Zjednoczonych i został piłkarzem New York Fever. Przez rok grał z nią w A-League. W 1996 roku podpisał kontrakt z nowo powstałą Major League Soccer i został wybrany w drafcie przez New York/New Jersey MetroStars, którego stał się kapitanem. W debiutanckim sezonie rozegrał 33 mecze i zdobył jednego gola.
W 1997 roku Vermes zmienił klub i z MetroStars przeszedł do Colorado Rapids. W Colorado grał przez 3 lata, ale nie osiągnął większych sukcesów w lidze. W 2000 roku stał się piłkarzem Kansas City Wizards. W sezonie 2000, w fazie zasadniczej, zajął 1. miejsce z Wizards, a ostatecznie wywalczył MLS Cup. Sam został nagrodzony wyróżnieniem dla Obrońcy Sezonu. W Wizards grał jeszcze przez 2 lata, ale opuszczał mecze z powodu urazów i ostatecznie w 2002 roku zakończył karierę piłkarską.
| Sezon   | Klub                | Kraj              | Rozgrywki             | Mecze | Bramki |
| ------- | ------------------- | ----------------- | --------------------- | ----- | ------ |
| 1988    | New Jersey Eagles   | Stany Zjednoczone | Western Soccer League | ?     | ?      |
| 1988/89 | Győri ETO FC        | Węgry             | Nemzeti Bajnokság I   | 9     | 0      |
| 1989/90 | FC Volendam         | Holandia          | Eredivisie            | 28    | 5      |
| 1991    | Tampa Bay Rowdies   | Stany Zjednoczone | APSL                  | 3     | 1      |
| 1991/92 | UE Figueres         | Hiszpania         | Segunda División      | 28    | 4      |
| 1992/93 | UE Figueres         | Hiszpania         | Segunda División      | ?     | ?      |
| 1993/94 | UE Figueres         | Hiszpania         | Segunda División      | ?     | ?      |
| 1994/95 | UE Figueres         | Hiszpania         | Segunda División      | ?     | ?      |
| 1995    | New York Fever      | Stany Zjednoczone | A-League              | 25    | 16     |
| 1996    | MetroStars          | Stany Zjednoczone | Major League Soccer   | 33    | 1      |
| 1997    | Colorado Rapids     | Stany Zjednoczone | Major League Soccer   | 26    | 6      |
| 1998    | Colorado Rapids     | Stany Zjednoczone | Major League Soccer   | 31    | 2      |
| 1999    | Colorado Rapids     | Stany Zjednoczone | Major League Soccer   | 32    | 0      |
| 2000    | Kansas City Wizards | Stany Zjednoczone | Major League Soccer   | 32    | 2      |
| 2001    | Kansas City Wizards | Stany Zjednoczone | Major League Soccer   | 20    | 0      |
| 2002    | Kansas City Wizards | Stany Zjednoczone | Major League Soccer   | 13    | 0      |

## Kariera reprezentacyjna
W reprezentacji Stanów Zjednoczonych Vermes zadebiutował 14 maja 1988 roku w przegranym 0:2 towarzyskim meczu z Kolumbią. W 1988 roku wystąpił z kadrą olimpijską na Igrzyskach Olimpijskich w Seulu. W 1990 roku został powołany przez selekcjonera Boba Ganslera do kadry na Mistrzostwa Świata we Włoszech. Tam był podstawowym zawodnikiem reprezentacji i rozegrał 3 spotkania: z Czechosłowacją (1:5), z Włochami (0:1) i z Austrią (1:2). W 1991 roku wygrał ze Stanami Zjednoczonymi Złoty Puchar CONCACAF 1991, a w 1992 roku zajął 2. miejsce w Pucharze Konfederacji. Od 1988 do 1997 roku rozegrał w kadrze narodowej 67 mecze i zdobył 11 goli.
W 1989 roku Vermes wystąpił ze Stanami Zjednoczonymi na Mistrzostwach Świata w Futsalu w Rotterdamie.